# Fujiwara no Kinshi
Fujiwara no Kinshi, född 1134, död 1209, var en japansk kejsarinna, gift med kejsar Go-Shirakawa.